# Bombardeo de Tetuán
El bombardeo de Tetúan fue un ataque aéreo que se produjo sobre Tetuán, la capital del protectorado español de Marruecos, el 18 de julio de 1936, al comienzo de la guerra civil española.

## Antecedentes
En la tarde del 17 de julio de 1936 la guarnición militar se había sublevado en Melilla y al anochecer logró asegurar la ciudad. En aquella época Tetuán era la capital del Protectorado español de Marruecos, siendo la ciudad más importante de la zona. Arturo Álvarez-Buylla Godino, el Alto Comisario Español en Marruecos, se había negado a unirse a la rebelión pero finalmente fue hecho prisionero y sustituido por el Coronel Eduardo Sáenz de Buruaga. Para entonces todo el Marruecos español estaba en manos de los militares sublevados.
En cuanto el gobierno republicano de Casares Quiroga tuvo las primeras noticias de la sublevación en el Protectorado español de Marruecos en la tarde del viernes 17 de julio, ordenó a la aviación y a la marina de guerra que bombardearan las posiciones de los rebeldes en el norte de África. Para realizar las acciones aéreas fueron rápidamente reconvertidos aviones comerciales Douglas DC-2 y Fokker F.VII que despegaron del aeródromo de Tablada (Sevilla) para realizar una serie de incursiones en los días 17 y 18 de julio sobre Melilla (donde fue alcanzado el cuartel de la Legión Extranjera), Ceuta, Larache y Tetuán.

## El bombardeo
En Tetuán, que era la capital del Protectorado, se lanzaron ocho bombas que alcanzaron el edificio del Alto Comisariado pero también la mezquita y sus alrededores, causando numerosas víctimas. En este barrio conocido como la Medina de Tetuán se desató inmediatamente un alzamiento popular marroquí contra los españoles ante los escombros de las casas y las mezquitas de los que, según el propagandista del franquismo Joaquín Arrarás, se extrajeron 15 muertos y más de 40 heridos. La multitud se dirigió entonces hacia el Alto Comisariado. La revuelta parecía imparable, por lo que el coronel Juan Luis Beigbeder (el Delegado de Asuntos Indígenas) acude a su amigo el visir Sidi Ahmed el Ganmia, quien ―montado en su caballo― se adentró entre las masas e invocando el nombre de Alá las apaciguó. Los objetivos del bombardeo, llevado a cabo por un Douglas DC-2, eran el cuartel de Regulares, el cuartel de Artillería y el cuartel de R'Kaina, pero la falta de precisión hizo que algunas bombas cayeran sobre edificios civiles.
Esta acción del visir fue inmediatamente recompensada con la primera concesión de la Gran Cruz Laureada de San Fernando que le fue impuesta personalmente por el general Franco. "Al final lo que consiguió este bombardeo fue irritar a los marroquíes y aglutinarles alrededor de los sublevados". Así el bombardeo no sólo no causó ningún perjuicio militar a las fuerzas sublevadas sino que facilitó aún más que las autoridades marroquíes aceptasen colaborar en mayor grado con los militares rebeldes.